# Östanå kraftverk
Östanå kraftverk är ett vattenkraftverk i en ovanjordanläggning vid Helge å i Östanå. Kraftverket anlades i början av 1900-talet.Det byggdes om 1943 och sedan ännu en gång 1982 då det fick sin andra turbin. 2023 ägs av Uniper Sverige AB, som tidigare gått under namnen Eon Sverige och Sydkraft.
Stationen har två generatorer och utnyttjar en fallhöjd på 6,4 meter.
Östanå kraftverk är ett av Uniper Sveriges åtta kraftverk nedströms Osbysjön, vilka tillsammans helt utnyttjar hela fallhöjden i Helge å nedre del. Fallhöjden för hela åloppet i Skåne är 70 meter, varav Östanå svarar för 6,4 meter. Tillsammans har kraftverken en maximal effekt på ungefär 28 MW, varav Östanå 2 MW, och de producerar tillsammans omkring 110 GWh under ett normalår, varav Östanå kraftverk svarar för 7,6 GWh/år.
Östanå kraftverk är ett strömkraftverk, vilket innebär att vattenregleringsmöjligheterna är små. Dessa beror framför allt på Genastorps kraftverk, vilket är det närmast liggande kaftverket uppströms Östanå.